# 張銳 (成化乙未進士)
張銳（1439年—？），字抑之，陝西鞏昌府秦州人，軍籍，明朝政治人物。進士出身。

## 生平
早年出身國子生，后中举成化元年（1465年）乙酉科陝西鄉試第二十二名。成化十一年（1475年）乙未科會試第一百八十六名，殿試登進士第二甲第十一名。授刑部主事，在刑曹以平恕称。歷升员外郎、郎中，出知吉安府，政教并举，以刚直忤权贵，调汉阳府，益厉严操。弘治八月三月升山东布政司左参政，致仕归，讲学不倦，乡里薰徳。

## 家族
曾祖父張銘，曾任元千戶。祖父張仲暹，曾任總旗。父亲張敏，曾任布政司照磨。